# Memento Mori (группа)
Memento Mori (с лат. — «помни о смерти») — шведская группа, игравшая в стиле дум-метал с элементами пауэра. Проект основали вокалист Мессия Марколин и гитарист Майк Уид в 1992 году, после ухода Марколина из группы Candlemass. Музыку группы можно описать как нечто среднее между звучанием Candlemass и звучанием Hexenhaus, другой группы Уида. После двух выпущенных альбомов, Мессия оставил группу и третья пластинка была записана с другим вокалистом. К записи четвёртой Марколин вернулся, однако после её выхода группа распалась. Все альбомы Memento Mori были изданы на Black Mark.

## Дискография
- Rhymes of Lunacy (1993)
- Life, Death, and Other Morbid Tales (1994)
- La Danse Macabre (1996)
- Songs for the Apocalypse, Vol. 4 (1997)

## Участники
- Мессия Марколин — вокал
- Майк Уид — гитары
- Никки Ардженто — гитары
- Марти Мартин — бас
- Том Бйорн — ударные

## Приглашенные музыканты
- Kristian Andren — вокал
- Miguel Robaina — клавиши
- Сноуи Шоу — ударные
- Billy St. John — ударные